# Palais de Nice
La ville de Nice possède de nombreux immeubles et bâtiments dénommés palais.

## Le mot «Palais» à Nice
Comme toutes les villes, Nice possède des bâtiments publics qualifiés de palais :
- Palais de Justice : celui de Nice porte du reste cette mention sur son fronton et a été bâti en 1885,
- Palais des Sports Jean-Bouin,
  - l'arrêt de bus qui le dessert porte curieusement le nom de Grand Palais,
- Palais de la Méditerranée,
- Palais des congrès et des expositions,
- Palais Nikaïa.

Plus particulier à cette ville est que l'on parle des palais du Vieux-Nice comme à Paris on parle des hôtels du Marais. Le plus célèbre d'entre eux est le palais Lascaris.

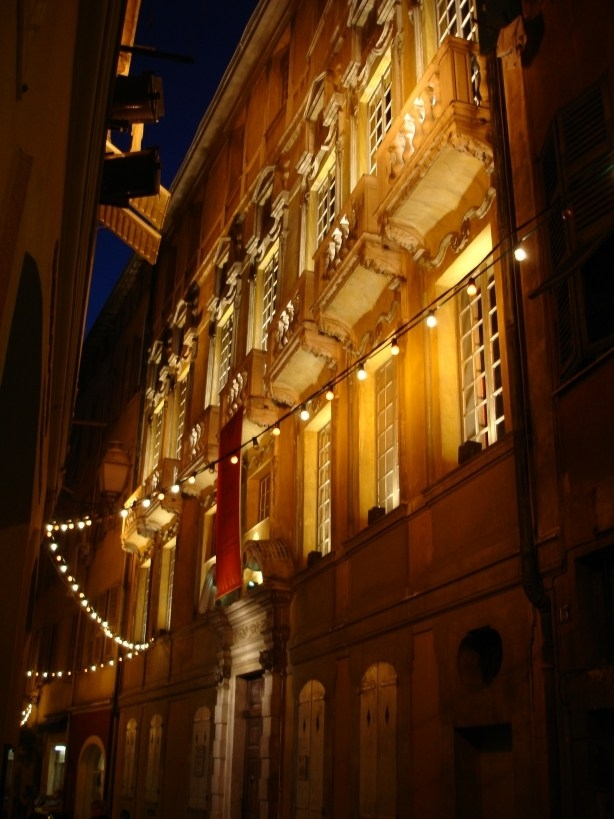
Palais Lascaris dans le Vieux-Nice
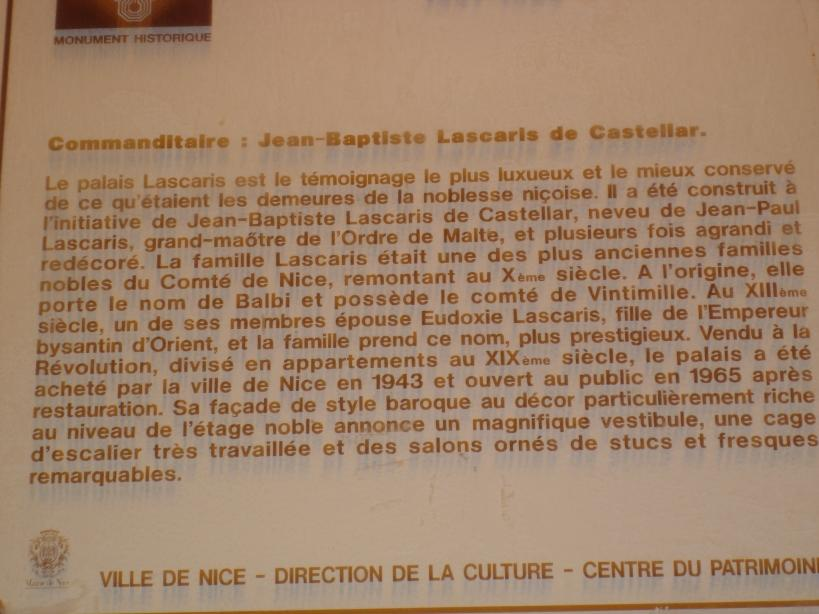
Histoire du Palais Lascaris
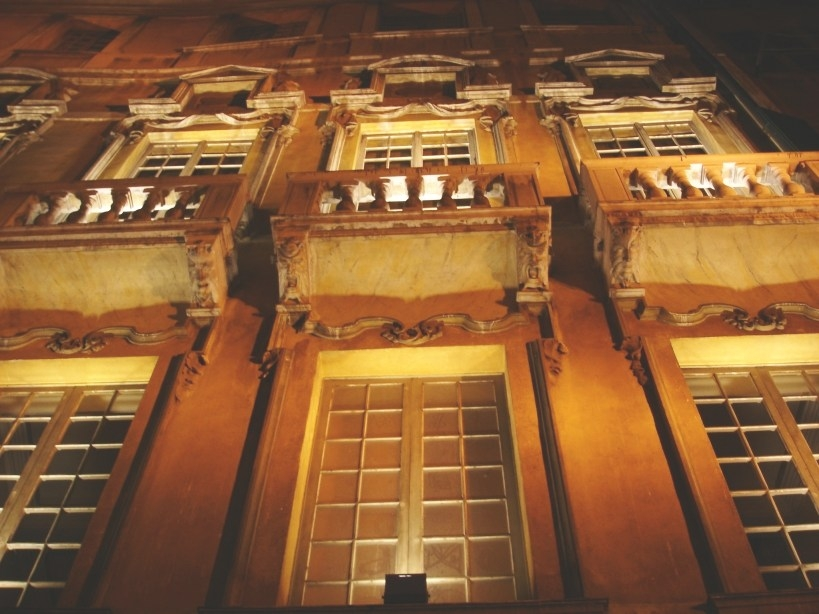
Détail du Palais Lascaris

Mais plus particulier encore, de nombreux bâtiments et immeubles traditionnels dans le centre-ville sont qualifiés de palais. Ce terme de palais correspond à l'usage commun de la langue niçoise où l'on dit palai et de la langue italienne (ou de ses dialectes du Nord) où l'on dit palazzo, termes qui désignent tout immeuble d'habitation, qu'il soit noble ou de simple facture (et qui dès avant le rattachement de Nice à la France en 1860 auront tout simplement été repris en français) ainsi qu'à la terminologie du paléotourisme (en anglais Palace a fini par désigner aussi un hôtel et est passé avec cette seule acception en français).
Parfois on assiste à une « dépalatisation » comme au 5 place du Général-de-Gaulle où seul le mot Palais se distingue sous une couche de peinture sans qu'il soit possible de distinguer le mot qui suit.
À l'usage du visiteur, on fournit une liste choisie de ces « palais », et établie notamment par rue. On a retenu les seules appellations dérivant du latin palatium : palace, palai, palais et palazzo (et son diminutif palazzetto). On n'a pas retenu les appellations telles que château ou castel. On n'a pas retenu non plus le mot maison que l'on trouve souvent à Nice suivi d'un nom de propriétaire.
Ces palais sont particulièrement nombreux dans le quartier des Musiciens bien reconnaissable aux noms de ses rues et qui s'est développé surtout à partir de 1900.
Les modes d'inscription sont divers : voir la galerie photographique dans l'article Détails nominatifs des palais de Nice.

## Liste par rues des Palais, Palace, Palazzo, Palai...

### Rues A à E
1. Adolphe Isnard (avenue) :
  1. no 7 : Palais Ste Thérèse : proximité avec l'église Sainte-Thérèse
2. Alberti (rue) :
  1. no 21 bis : Palais Eldorado
3. Alexandre Médecin (place) : anciennement place Saint-Maurice
  1. no 1 : Palais Les Lilas : proximité avec la rue des Lilas
  2. no 4 : Palais Von der Wies (autres entrées 82 et 84 avenue Borriglione). Le palais porte le nom du Russe Paul von Derwies (1826-1881) pour qui fut édifié le château de Valrose situé à proximité. Cet ensemble de 40 logements a été réalisé par la municipalité et fut livré en juillet 1999 ; Didier Roman architecte, M. Baraness assistant.
4. Alfred Leroux (avenue) :
  1. no 1 (coin du boulevard Carnot) : Palais Bel Mare : Ch. & M. Dalmas arch., Giacini Ent ; autre adresse 68 boulevard Carnot
5. Alphonse Karr (rue) : du nom d'un écrivain et journaliste romantique, qui, après une tumultueuse carrière parisienne, s'installa à Nice.
  1. no 2 à no 8 (entrées H à A) : Le Palace
  2. no 27-29 : Palais L'Escurial : Léonard Varthaliti architecte - 1933. Nom dû à la proximité avec l'immeuble L'Escurial datant de 1900 et situé au 15 avenue Georges-Clemenceau.
6. Amiral de Grasse (rue) :
  1. no 11 : Palais Martine
  2. no 16 : Héraclès. Annuaire du téléphone 2004 : Copropriété Palais Héraclès
7. André Chénier (avenue) :
  1. no 1 : Palais de Chambrun (Annuaire du téléphone 2004)
8. Anglais (promenade des) : voir article Promenade des Anglais (12 environ) ; la numérotation est continue dans cette voie (au lieu d'aller de 2 en 2) :
  1. no 3 : Savoy Palace : H. Aubert architecte 1953. Autre entrée : 5 rue Halévy. Savoy est le nom anglais de la Savoie et perpétue ici une longue tradition d'hôtels et de résidences confortables et qui remonte peut-être à l'hôtel que possédèrent à Londres au Moyen Âge plusieurs princes de la Maison de Savoie.
  2. no 15 : Palais de la Méditerranée.
    1. À cet emplacement, il y eut d'abord un Palais Vénitien ; entouré d'un terrain ce palais fut vendu en 1927 puis démoli.
    2. On construisit à la place le célèbre Palais de la Méditerranée qui fut inauguré le 10 janvier 1929. Architecte : Charles Dalmas.
    3. À la suite de la disparition mystérieuse de son héritière Agnès Le Roux en octobre 1977, le casino ferma et le palais fut laissé à l'abandon puis démoli à l'exception de la façade classée monument historique le 18 août 1985.
    4. Le Palais de la Méditerranée fut reconstruit en conservant la façade arts déco : un casino et un grand hôtel ont rouvert en 2004.
    5. Sur l'emprise de l'ancien Palais de la Méditerranée on a aussi construit des logements et notamment Le Palace au 3 rue de Congrès.

  3. no 19 : Palais de France : la rue de France est parallèle à la Promenade des Anglais
  4. no 29 : Palais Fiora
  5. coin de la rue de Rivoli : entrée du jardin public qui fut le jardin de la villa Masséna alias Palais Masséna du 65 rue de France. Le terre-plein qui séparait le jardin de la villa de la promenade des Anglais et qui servait de belvédère a été supprimé dans sa partie centrale.
  6. no 49 : Palais de la Promenade ou Le Forum : palais construit par Georges Dikansky. Abritant un cinéma jusque dans les années 60/70, remplacé par une boîte de nuit, le High Club.
  7. no 52 : Palais Marie-Gabrielle Images : Vue générale et détail de l'entrée.
  8. no 53 : Palais Mary : Kevork Arsenian ingénieur-architecte, Giraud ingénieur. Images : Vue générale et détail de l'entrée.
  9. no 83-85 : Palais d'Orient : G. & M. Dikansky architecte DESA - architecte DPLG, Nice 1962. Images : Vue générale et détail de l'entrée.
  10. no 113 : Palais de l'Agriculture appartient à la Société Centrale d'Agriculture, d'Horticulture et d'Acclimatation de Nice et des Alpes-Maritimes (SCAH), créée le 14 juin 1860. Cet édifice, dessiné par Paul MARTIN, est construit à partir de 1900. Il est inauguré le 8 avril 1901 par Emile LOUBET, Président de la République. Sa restauration totale, commencée en 2006, s'est terminée en 2012. Ce bâtiment est un témoin des activités de la plus ancienne société savante de NICE et l'un des derniers vestiges de la "Belle Époque" sur la Promenade des Anglais. Ce Palais est classé à l'inventaire supplémentaire des Monuments Historiques.
  11. n°123 : Palais Marie-Christine
  12. n°129 bis : Palais Monty : autre entrée 19 avenue de la Californie
  13. n°167 : La Couronne et Palais La Couronne pour l'Annuaire du téléphone 2004. Autre entrée mais anonyme au 75 rue de la Californie avec l'indication : G. Dikansky 1927. Des auteurs (Michel Stève) parlent de l' immeuble La Couronne.
  14. n°193-195 : Palais « Ascot »
  15. n°219 : Palazzo del Sol : synthèse entre l'espagnol palacio del sol et l'italien palazzo del sole
  16. n°245 : Palais de la Mer
9. Angleterre (rue d') :
  1. no 10 : Palais d'Angleterre
  2. no 11 : palais B. Aune : voir au 12 avenue Georges-Clemenceau
10. Arènes de Cimiez (avenue des) :
  1. no 4 : Palais des Arènes : Civalleri et Delserre architectes 1908. Photo : Vue partielle à travers les immeubles de la place Jean-Moulin.
11. Armée des Alpes (boulevard de l') :
  1. no 20-22-24-26 : Le Grand Palais, « a été inauguré le 15 avril 2003 par Monsieur Jacques Peyrat sénateur maire de la ville de Nice et Monsieur François Bertière président-directeur général de Bouygues Immobilier ».
12. Armée du Rhin (place de l') : anciennement place Risso
  1. no 3 : Palais de L'Esplanade. Autres entrées 1 et 3 rue Thaon de Revel ; autre entrée encore au 3 boulevard Pierre-Sola. Le nom du palais fait allusion à la couverture du Paillon. Dû à Honoré Aubert : 1929-1930. Aussi appelé, semble-t-il, « Palais Risso ». Photos : Vue générale et Photos : Vue générale de la place en cours de réhabilitation.
13. Assalit (rue) :
  1. no 1 (coin avenue Desambrois) : Palais Desambrois Images : vue générale, l'entrée nominative
14. Assomption (avenue de l') :
  1. no 6 : Petit Palais Charles
  2. no 9 : Palais Colomba
15. Auber (rue) :
  1. no 3 : 1882 ; Joseph Kessel y habita. Ce Palais Second Laguzzi est dû à Albert Bérenger.
  2. no 9 : Palais Saint-Saëns : Camille Saint-Saëns
  3. no 30 : Palais Gismonde
  4. no 34 : Palais de Navarre
  5. no 38 : Palais Hispania : Richard Laugier Arch. DPLG 1932
16. Auguste Gal (rue) :
  1. no 48 : Palais Berthe
17. Auguste Raynaud (boulevard) :
  1. no 32 : Palais Mirabel
18. Auguste Valensin : voir à Père-Auguste-Valensin
19. Balbi (rue) :
  1. no 10 : les auteurs (Paul Castellea) parlent du Palais Jacqueline pour ce qui est en fait une Villa Jacqueline
20. Banville : voir à Théodore-de-Banville
21. Baquis (avenue) :
  1. no 11 bis : Palais Mozart. À proximité de la place Mozart.
22. Barel : voir à Max-Barel et à Virgile-Barel : Max est le fils de Virgile Barel
23. Bares : voir à Jean-S.-Bares
24. Barla (rue) :
  1. no 1 et 3 : Palais « Bella Nizza » (situé aussi au 54 boulevard Risso) - Photos
  2. no 39 : Palais Saluzzo A : entrée principale au [1] place Max-Barel
25. Baumettes (avenue des) :
  1. no 1 : Palais Véga : astronyme
  2. no 3 : Palais Mira : astronyme
  3. no 29 : Palais Los Angeles
26. Beaulieu (avenue) : aujourd'hui avenue Maréchal-Foch. Beaulieu est ici à comprendre beau lieu et non Beaulieu-sur-Mer.
27. Beaumont (rue) :
  1. no 7 bis : Palais Beaumont : lettres L et C en fer sur la porte. Photos : Vue générale, Partie haute et Entrée nominative.
  2. no 17 : Palais St Joseph : face à l'église Saint-Joseph. Voir Image.
28. Belgique (rue de) :
  1. no 11 et 13 : Palais de Belgique : ancien hôtel
29. Bellevue (place) : aujourd'hui place Guynemer. On y a une belle vue sur le Port.
30. Bellevue (avenue) :
  1. 28 bis (coin rue Molière) : Palais Molière
  2. no 30 : Palais Montclair : la rue Henri Barbusse qui commence face à l'immeuble s'appelait auparavant avenue Montclair
  3. no 32 : Palais Bellevue : nom de la rue
  4. no 42 : Palais Alexandre
  5. no 54 (coin boulevard Auguste-Raynaud) : Palais Auguste Raynaud
31. Berlioz (rue) :
  1. no 7 : Palais Fausta
  2. no 18 : Palais Bouteilly (architecte Charles Dalmas); l'arrière donne sur la petite avenue Bouteilly
  3. no 19 : Palais Mirafiori - Images et visite du quartier
  4. no 21 : Palais de l'Harmonie - Images et visite du quartier
  5. no 26 : Palais Cellini - Images et visite du quartier
32. Besset : voir à Cyrille-Besset
33. Bieckert : voir à Émile-Bieckert
34. Biscarra (rue) :
  1. no 9 : Palais Biscarra
35. Bischoffsheim (boulevard) :
  1. no 86 : Palais Saint Charles signalé par l'Annuaire du téléphone 2004
36. Blacas (rue) : du nom d'un troubadour
  1. no 8 (coin rue Pastorelli) : lettres M et L en fer entrelacées au-dessus de la porte. Les auteurs parlent du Palais Marie Lévy qui valut à Dalmas d'être primé en 1906.
  2. no 9 : Palais Pierre Clérissy Photos
  3. no 10 : Palais Blacas : R. Livieri architecte 1936 ; Cagnoli & Olmi entrepreneurs 1936. Nom de la rue.
37. Boers (rue des) :
  1. no 8 : Palais Christine
38. Bois de Cythère (rue du) :
  1. no 2 : Cythère Palace
39. Bonheur : voir à Rosa-Bonheur
40. Borriglione (avenue A.) : Alfred Borriglione fut maire de Nice :
  1. n°[15] : Palais Michel-Ange : cet immeuble aujourd'hui anonyme figure sous ce nom dans un plan de 1910 avec la mention « propriété Basso ». Proximité avec la rue Michel-Ange.
  2. no 16 : Palais Soledor
  3. no 28 : Palais Golstadt : cet immeuble aujourd'hui anonyme figure sous ce nom dans un plan de 1910. Situé à l'angle de la rue Lippert, aujourd'hui rue Vincent Fossat.
  4. no 36 : Palais Renaissance
  5. no 39 : Palais Louise, 1911 : à l'angle de la rue Parmentier
  6. no 78-78 bis : Palais St Maurice : nom du palais dû à la proximité avec la place Saint-Maurice (devenue la place Alexandre Médecin)
  7. no 82 et 84 : Palais Von der Wies (entrée principale 4 place Alexandre-Médecin)
  8. no 87 : Le Petit Palais
41. Bounin : voir à Paul-Bounin
42. Bridault (avenue E.) :
  1. no 10 : Palais Gaetano. Photos : Vue générale et Façade nominative.
43. Buenos-Ayres (avenue) :
  1. no 11 : Buenos Aires Palacio
44. Buffa (rue de la) : du nom de ce quartier de Nice
  1. no 20 (angle rue Dalpozzo) : Palais du Midi (inscription au pochoir)
  2. no 22 (angle rue Dalpozzo) : Palais de la Buffa
  3. no 55 (angle rue de Rivoli) : Palais Rialto
45. Cadei : voir à Joseph-Cadei
46. Caffarelli (rue) :
  1. no 6 (angle rue François-Aune) : Palais St Martin
  2. no 24 (angle avenue Shakespeare) : Palais Shakespeare : Civalleri & Delserre, 1909
47. Californie (avenue de la). Après la ruée de 1849 on a appelé Californie des lieux habités excentrés.
  1. no 4 : entrée anonyme et présence de deux dômes : Palais des Dômes pour l'Annuaire du téléphone 2004
  2. no 11 : Palais Magnan : Magnan est un quartier de Nice
  3. no 19 : Palais Monty : autre entrée 129 bis promenade des Anglais
  4. no 39 B[is] : Palais Doria
  5. no 75 : G. Dikansky arch., 1927 : autre entrée mais anonyme de La Couronne alias Palais La Couronne : voir au 167 promenade des Anglais. En face on remarque un Garage de la Couronne.
48. Cap de Nice (avenue du) :
  1. no 7 : Palais d'Azur
49. Carabacel (place) : aujourd'hui place Jean-Moulin
50. Carabacel (boulevard) :
  1. no 6 : Palais Royal. Photos : Vue générale et Détail du portail.
  2. n° 25 (angle rue Hôtel de Ville) : les auteurs signalent un palais Victor Debenedetti, 1908, dû à Jean-Baptiste Bonifassi
  3. n°28 : Palais de Nice. Photos : Façade principale et Fresques du plafond de l'imposante cage d'escaliers
  4. no 39 : Palais Lorenzi - Images ici
51. Carnot (boulevard) :
  1. no 68 : Palais Bel Mare : entrée au 1 avenue Alfred-Leroux
52. Carpeaux (square) : ce square est la partie résiduelle de l'ancien parc de Chambrun
  1. Un Palais de Glace est signalé par les auteurs ; il s'agit d'une patinoire édifiée en 1906 à l'intérieur de parc de Chambrun ; architecte F. Fratacci. Le « palais » a été détruit au lendemain de la Seconde Guerre mondiale. Ce bâtiment a servi d'« hôpital provisoire » pendant la Grande Guerre.
53. Cassin : voir à René-Cassin
54. Cessole (boulevard de) : famille Spitalieri de Cessole :
  1. no 20 : Palais Stella
  2. no 86 : Palais Pacifique
55. Chantal (rue) :
  1. no 82 : Le Palazzetto
56. Charpentier : voir à Marc-Antoine Charpentier
57. Charles-Felix (place) - Vieille ville
  1. no 3 : Palais Moggio du XVIIIe siècle - Photos
58. Châteaubriand (avenue) :
  1. no 19 : Palais de Trinchieri
59. Châteauneuf (rue de) :
  1. no 5 : Palais Gaulois : un coq gaulois surmonte la porte
  2. no 6 : Spring Palace : le « Palais de printemps », bâti dans les années 1900, fut la propriété du comte Leliwa de Rohozinki (qui fit construire à Fabron le "Manoir" qui porte toujours son nom), puis d'une demoiselle de Cessole.
  3. no 10 : Winter Palace : Trelle architecte 1913 : ce « palais d'hiver » rappelle que les touristes furent autrefois des hivernants à Nice
  4. no 12 : Sunbeam Palace : Trelle architecte 1925 : « palais du rayon de soleil »
  5. no 14 : Star Palace : Trelle architecte 1924 : « palais de l'étoile »
  6. no 16 : Emelyne Palace : Trelle architecte 1923
  7. no 18 : Pax Palace : Trelle architecte 1914-15-16 ; autre entrée au 9 rue Cluvier
  8. no 21 : Palais Marie
60. Chénier : voir à André-Chénier
61. Cimiez (boulevard de) :
  1. no 2 : adresse commune de :
    1. no 2 : Grand Palais (le) (1912). Voir images : Grand et Petit Palais, vue d'ensemble. Un des premiers hôtels construits sur une carcasse métallique cachée par la maçonnerie. Il possède 9 étages! Une annexe à l'est le complète, c'est le Petit Palais. Un funiculaire permettait jadis d'éviter de monter les quelques dizaines de mètres qui le sépare du boulevard de Cimiez. Architecte : Charles Dalmas.
    2. no 2 : Petit Palais et des locaux commerciaux au niveau de l'avenue Désambrois. Ces derniers remplacent les garages d'automobiles mais la fonction est restée toutefois la même de nos jours ! Image : Dessin où figure le garage.

  2. no 5 et 7 : Cimella L'Aiglon
    1. no 7 : Palais L'Aiglon (Annuaire du téléphone 2004).

  3. no 15 : Palais de Valence : sans doute Valence (Espagne) Photos : Vue générale et Détail nominatif.
  4. n°38 : Palais Buisine : ... Biasini architecte 1906
  5. n°39 : Riviera Palace
  6. n°53 (coin du boulevard Prince de Galles) : Palais Prince de Galles
  7. n°82 : Winter Palace
  8. n°110 : Copropriété Palais Victoria signalé par l'Annuaire du téléphone 2005
62. Clemenceau : voir à Georges-Clemenceau
63. Clément Roassal (rue) :
  1. no 11 : Palais Marie Miette.
  2. no 16 et 18 : Palais de l'Industrie : l'immeuble comporte des entrepôts du côté de l'ancienne gare du Sud
  3. no 21 (coin rue Miollis) : Palais Nicæa : Nicæa ou Nicaea est le nom de Nice en latin
64. Cluvier (rue) :
  1. no 9 : Pax Palace : voir au 18 rue Châteauneuf
65. Combattants en Afrique du Nord (rue des) : anciennement rue (de?) Falicon :
  1. no 18 : Palais de Falicon
66. Comboul : voir à Raymond-Comboul
67. Congrès (rue du) : Congrès de Nice entre Charles Quint et François Ier
  1. no 2 : Palais Reine-Berthe
  2. no 3 : Le Palace : partie du Palais de la Méditerranée reconstruit vendue en copropriété. Architectes Olivier-Clément Cacoub, Maurice Giauffret, 2004.
  3. no 20 (à proximité de la rue Maréchal-Joffre) : Palais Maréchal-Joffre
68. Cotta (rue) : aujourd'hui rue Maréchal-Joffre
69. Cronstadt (rue de) : le nom de cette a été attribué en 1898 dans un contexte d'alliance franco-russe. Ce nom rappelle aussi que la flotte russe venait mouiller près de Nice dès avant 1860.
  1. no 3 : Palace Adly
  2. no 10 : Palais Cronstadt
70. Cyrille Besset (avenue) :
  1. no 47 : Palais St Barthélémy
  2. no 49 : Palais Cyrille Besset
71. Cythère : voir à Bois-de-Cythère
72. Dalmas : voir à Édouard-Dalmas
73. Dalpozzo (rue) :
  1. no 1 : Palais Alice : MCMVI = 1906
74. d'Estienne d'Orves : voir à Estienne d'Orves
75. de Jussieu : voir à Jussieu
76. Delfino : voir à Général-Louis-Delfino
77. De Orestis (rue) : c'est le nom d'un famille niçoise noble
  1. no 9 : Palais De Orestis
  2. no 19 : Palais du Jardin : fait effectivement face à un square
78. Depoilly (avenue) :
  1. no 1 : Palais Étoile du Nord : entrée principale 53 boulevard Gambetta
  2. no 3 : Palais Trianon. Dû à Dalmas (1912).
79. Déroulède : voir à Paul-Déroulède
80. Desambrois (avenue) : Nom simplifié de l'intendant sarde Louis des Ambrois de Nevache (Luigi des Ambrois de Névache) :
  1. no 1 : Palais Jes Cauvin : entrée « principale » 2 boulevard Dubouchage
  2. no 3 : Palais Verda
  3. no 4 : Palais de Cimiez, H. Aubert architecte. L'immeuble possède une autre entrée au 1 montée Desambrois portant le nom de Castel de Cimiez. L'immeuble est situé à l'entrée de la montée vers la colline de Cimiez. Photos : Vue générale et Détail de l'entrée.
  4. n°9 : Palais Stella : R. Livieri arch. 1937 - Images: vue générale et entrée du bâtiment
  5. n°9 bis : Palais Hiverna. Voir Image.
81. Diderot (rue) :
  1. n°14 : Palais Diderot
  2. coin de la rue Diderot et du 15 rue Rouget de l'Isle : Palais Diderot
82. Doublet : voir à Georges-Doublet
83. Dubouchage (boulevard) : nom simplifié de Marc Gratet du Bouchage, préfet sous Napoléon Ier
  1. no 2 : Palais Jes Cauvin ; autre entrée au 1 avenue Desambrois
  2. no 4 bis : Palais Jacqueline - Images: Vue générale, détail nominatif, et détail architectural.
  3. no 6 : Palais de la Paix. Photo :Vue générale.
  4. no 14 : Palais E. Amoretti : G. & M. Dikansky architecte DESA, architecte DPLG, Nice 1959 - Photos : Vue générale et détail nominatif
  5. n°15 : Palais Dubouchage. Photo : Vue générale.
84. Dufourmantel (avenue) :
  1. n°2 : Palais Cimiez-Park
85. Durante (avenue) :
  1. n°8 : Palais Excelsior. Photos : Vue générale de l'ancien Excelsior Palace.
86. Édouard Dalmas (rue) :
  1. n°19 : Palais Adelphi
  2. no 29 (au coin de l'impasse Parmentier) : Palais Parmentier
87. Emanuel : voir à Eugène-Emanuel
88. Émile Bieckert (avenue) : propriétaire des terrains (1837-1913) :
  1. no 24 : Palais Langham. Photos : Vue générale.
  2. no 42 : Palais L'Hermitage. Palais de l'Hermitage pour l'Annuaire du téléphone 2004. Les auteurs indiquent : architecte Charles Dalmas, 1906. Photos : Vue générale. Transformé en hôpital militaire durant la Première Guerre mondiale, il est finalement démembré en copropriété après la Seconde Guerre mondiale. Lien externe privé : .
  3. no 68 ex 5 : Palais Juliette
89. Emmanuel-Philibert (rue) :
  1. no 5 : Le Palais du Pin : à proximité immédiate d'une petite place du Pin où se trouve effectivement planté un pin
90. Estienne d'Orves (avenue d') :
  1. no 30 : Palais Minerve
91. États-Unis (quai des) :
  1. no 89 : Palais des États-Unis : la date 1883 est peinte au-dessus de la porte, mais le quai du Midi n'est devenu le quai des États-Unis qu'en 1917, à l'entrée en guerre de ce pays et l'on trouve la mention « H. Aubert architectecte » au bas de l'escalier extérieur
92. Eugène Emanuel (rue) :
  1. no 1 : autre entrée (anonyme) du Palais Clio 12-14 rue Maréchal-Joffre
  2. no 2 : Nice Palace : voir aussi au no 5 boulevard Victor-Hugo (Palais Donadei)

### Rues F à J
1. Fabron (avenue de) :
  1. no 7 : le surnom de Palais de Marbre l'a emporté, dû à la façade de 1874 dessinée par S. M. Biasini. Affecté depuis 1965 aux Archives municipales. Ce « palais » est l'élément central d'un ensemble appelé en réalité Les Grands Cèdres.
2. Falicon (rue (de?)) : devenue la rue des Combattants en Afrique du Nord. L'ancien nom de la rue honorait la famille Renaud de Falicon qui possédait le fief de Falicon.
3. Flaminius Raiberti (rue) :
  1. no 18 : Palais Électre
  2. no 19 : Palais Raiberti
  3. no 20-22 : Palais Saphir
4. Fleurs (avenue des) :
  1. no 4 : Palais Irena
  2. no 5 : Palais Adeila
  3. no 12 : Palais Myosotis
5. Foch : voir à Maréchal-Foch
6. Foncet (rue) :
  1. no 4 (?) : Victoria Palace : la reine Victoria du Royaume-Uni séjourna plusieurs fois à Nice au soir de sa vie.
7. Fragonard (avenue) : anciennement rue Thérésa
  1. no 2-4-6-8 : Palais Joffre. Inauguré en 1932 ; architecte L. Audisio. Sans doute destiné à d'anciens combattants.
  2. no 10 : Palais Thérèsa : ancien nom de la rue. Figure sous le nom de Villa Thérèse dans un plan de 1910 qui précise que le propriétaire, comme pour nombre de parcelles du secteur, est la Veuve Vicario.
  3. no 14 : Palais Windsor. Un plan de 1910 précise : Propriété Schirrer.
  4. no 16 : Palais Valrose : Ch. Bernard architecte D.P.L.G. 1908. Le nom du palais est dû à la proximité du château de Valrose aujourd'hui affecté à des établissements scientifiques de l'université de Nice.
8. France (rue de) : ancienne route menant en France : voir article Rue de France :
  1. no 20 : Palais Marie-Christine : sur la façade 2 macarons avec sur chacun les lettres M et C entrelacées et surmontées d'une couronne. C'est cette couronne qui fait penser que ce palais porte le nom de la reine Marie-Christine qui visita sa bonne ville de Nice avec son époux le roi Charles-Félix de Sardaigne. Photo : Palais Marie-Christine, 20 rue de France, Direction NE.
  2. no 21 (au coin de la rue du Congrès) : Palais du Congrès
  3. no 24 : Palais de la Buffa : la rue de la Buffa est parallèle à la rue de France. Images : Vue générale et Détail de décoration nominatif.
  4. no 27 : La Croix de Marbre, mais la plaque a été reprise et le début xxLAxx a pu remplacer le mot PALAIS
  5. no 35 : Palais Royal
  6. no 37 : Palais Reine-Marie
  7. no 43 : Palais Royal
  8. no 50-52 : Palais Alphonse XIII. Images : Vue générale, Détail de la façade en angle et Plaque nominative (détail).
  9. no 65 : Palais Massena : en fait il s'agit de la Villa Massena (comme indiqué de part et d'autre du portail) léguée par la famille du Maréchal Massena pour accueillir le Musée Massena mais l'appellation n'a pas manqué de se transformer en Palais Massena dans l'usage comme l'atteste le Parking Palais Massena voisin. Due à l'architecte Aaron Messiah, la villa a été achevée en 1905 (?). La parcelle donne sur la rue de France, la rue de Rivoli et la promenade des Anglais.
  10. no 75 : Palais Belgica
  11. no 95 : Palais J.-B. Arnulf : MCMIX = 1909. Images : Vue générale, Partie supérieure et Entrée de l'immeuble.
  12. no 98 : Palais Éridan : astronyme. Images : Vue générale et Entrée de l'immeuble (avec nom de l'immeuble lisible).
  13. no 100 : Palais Regulus : astronyme. Images : Vue générale.
  14. no 102 : Palais Alcyone : astronyme. Images : Vue générale.
  15. no 109 : Palais de France : le nom du palais est celui de la rue. Images : Vue générale et Entrée de l'immeuble (avec plaque nominative).
  16. no 111 : Palais Acquaviva. Images : Vue générale, Détail en partie haute et Porte d'entrée.
  17. no 113 : Palais Nicole : R. Guillaume architecte 1923. Images : Porte d'entrée.
  18. no 144 : copropriété « Le Palais des Arts » : proximité avec le Musée des Beaux-Arts Jules Chéret. Images : Vue générale des deux blocs et bloc Est.
  19. no 163 : entrée de service du Palais Rosa Bonheur dont l'entrée principale est au 4 rue Poincaré
9. Franklin (place) : Benjamin Franklin :
  1. no 2 et no 4 (deux plaques) : Palais Franklin
  2. no 3 : Palais Étoile du Nord : entrée principale 53 boulevard Gambetta
10. François Ier (rue) : François Ier de France :
  1. no 8 ex 2 : Palais François Ier
11. François Grosso (boulevard) :
  1. no 1 : Palais Sirius : astronyme
  2. no 74 (au coin de la rue de Jussieu) : Palais de la Paix. Les auteurs indiquent : 1940, Dadich architecte.
  3. no 107 : Palais Hélios : R. Livieri architecte 1934
  4. no 109 : Palais Bel-Azur : R. Livieri architecte 1934
  5. no 111 : Palais Aurore : réalisation Jean Maurandy, Raymond Cotto architecte DPLG. Autres entrées au 113 et au 33 boulevard Tzarewitch
12. Frédéric Passy (rue) :
  1. no 14 : Palais Ariane
13. Fricero : voir à Joseph-Fricero
14. Gal : voir à Auguste-Gal
15. Galléan (rue) : les Galléan sont une famille du comté de Nice
  1. no 5 : Palais Galléan : Ste Littoral Construction, A. Hugonnard et Jude entrepreneurs ; H. Malgaud architecte, 1931 Photos: vue générale et entrée nominative
16. Galles : voir à Prince-de-Galles
17. Gallieni (avenue) : Joseph Gallieni :
  1. no 22 : Palais-Gallieni : C. Michelin architecte 1930
18. Gambetta (boulevard) :
  1. no 32 : entrée de service du Palais St Philippe : entrée principale au no 8 avenue Joseph-Kosma
  2. no 43 : Palais-Jolienne
  3. no 53 : une plaque indique Palais Étoile du Nord et une autre plaque rappelle que Gaston Leroux y est mort. Autres entrées mais « anonymes » au 1 rue Depoilly et au 3 place Franklin. Des auteurs parlent du palais Formitcheff dû à Dalmas (1909-1913).
  4. no 54 : Palais St Antoine
  5. no 139 : Palais des Vosges
19. Gare-du-Sud (rue de la) :
  1. no 1 : Palais de Provence : l'ancienne gare du Sud était affectée à la Cie des Chemins de fer de Provence
20. Garibaldi (place) construite vers 1750 en partie sur les ruines des remparts septentrionaux de la ville. Arcades doriques à la mode milanaise.
  1. no 10: Palais Avigdor du XVIIIe siècle. Photos, lien externe chez Nice-Rendez-vous
21. Garneray : voir à Louis-Garneray
22. Garnier : voir à Joseph-Garnier
23. Gay (avenue)
24. Général Louis Delfino (boulevard) : boulevard Sainte-Agathe jusqu'en 1969 :
  1. no 5 : Palais Sainte Agathe (Annuaire du téléphone 2004). Ancien nom de la rue.
25. George V (avenue) : George V du Royaume-Uni
  1. no 16 : Palais Prince Charles : fils d'Élisabeth II
  2. no 71 : Palais Saint-Germain : A. Gastaldi architecte DPLG, M. Fulcheri entrepreneur
26. Georges Clemenceau (avenue) :
  1. no 12 : à l'angle du 11 rue d'Angleterre : les auteurs signalent le palais B. Aune, 1880 dû à Louis Dunski
  2. no 14 : Palais des Loges. Photos : Situation générale, Détail de l'entrée.
  3. no 16 : Palais des Fleurs. Photos : Situation générale, Détail de l'entrée.
  4. no 18 : Palais des Fleurs encore
  5. no 22 bis : Le Palais Argentin. Photos : Vue générale et Porte d'entrée.
  6. no 24 : Palais Gustave Nadaud : Gustave Nadaud est un chansonnier et un musicien. Photos : Vue générale, Vue générale complète et Détail nominatif de l'entrée.
  7. no 25 : Palais Atlanta : un perron surmonté d'un auvent donne un indubitable air « colonial ». Photos : Vue générale , Vue sur le perron « colonial ».
  8. no 32 : Palais Sapho : une autre entrée se trouve au 34 rue Gounod. Sapho est un opéra de Gounod. Photos : Vue générale n°1, Vue générale n°2 et Détail de l'entrée avenue Georges-Clemenceau.
  9. no 34 : Palais Clemenceau. Les auteurs indiquent : vers 1933, Constantin et Cordone architectes. Photos : Vue générale et Porte d'entrée nominative.
  10. no 50 (coin de la rue Berlioz) : Palais Berlioz. Photos : Vue générale.
  11. no 61 : Palais du Pin : le pin existe vraiment devant l'immeuble. Photos : Vue générale et Entrée avec plaque nominative .
27. Georges Doublet (rue) :
  1. no 14 : Palais du Soleil
28. Georges Ville (rue) :
  1. n°? Palais St Joseph : face à l'église Saint-Joseph. Voir Image.
  2. no 15 (angle rue Scaliero) : Palais Mireille. Voir Image.
29. Gioffredo (rue) : Pierre Gioffredo
  1. no 23 : Palais Gioffredo : MM. Civalleri et Delserre Architectes 1907
  2. no 64 : Palais Gioffredo
30. Gloria (avenue) :
  1. no 6 : Palais des Eaux-Bonnes
31. Gorbella (boulevard) :
  1. no 32 : Palais Montana
  2. no 33 : Palais Éden
  3. n°37A : Palais Annette
  4. n°37C : Palais Johny
  5. n°37D : Palais Alfred
32. Gounod (rue) :
  1. n°22 : Palais Gounod
  2. n°25 : Palais Faust. Faust est un opéra de Gounod.
  3. n°34 : Palais Sapho : entrée « principale » au 32 rue Georges-Clemenceau. Sapho est un opéra de Gounod.
33. Grammont (rue de) :
  1. n°10 : Palais Jeanne d'Arc : voir au 7 rue Michel-Ange
34. Grand Pin (rue du) :
  1. n°1 : Palais Mantega
  2. n°9 : Palais Flora
35. Grasse : voir à Amiral-de-Grasse
36. Grimaldi (place) :
  1. no 1 : rénovation projetée (été 2004) de l'immeuble qui prendra le nom de Palazzo Grimaldi
  2. no 2 : Palais Grimaldi
37. Grimaldi (rue) :
  1. no 11 bis : Palais Albert 1er : Albert Ier de Monaco plutôt que de Belgique compte tenu du nom de la rue. Photos : Vue générale, Détail de la façade et Entrée avec détail nominatif.
38. Grosso : voir à François-Grosso
39. Guiglia (rue) : nom d'une famille du comté de Nice
  1. no 2 : Palais du Square : autre entrée 54 boulevard Victor-Hugo. Situé à proximité du jardin Alsace-Lorraine. Photos : Vue générale, Détail de l'entrée rue Guiglia avec plaque nominative.
  2. no 12 : palais Jacques Hugues : voir au 33 rue Verdi
  3. no 32 : Palais Sylvia. Photos : voir au no 34 (Palais Coppelia).
  4. no 34 : Palais Coppelia. Photo : Vue générale, Porte d'entrée avec détail nominatif.
40. Guynemer (place) : anciennement place Bellevue :
  1. no 6-8-10-12 : Palais Bellevue : ancien nom de la rue. Photos : Vue partielle et Vue plus générale.
41. Halévy (rue) : Jacques Fromental Halévy :
  1. no 5 : Savoy Palace : entrée principale 3 promenade des Anglais
42. Herold (rue) :
  1. no 26 : Palais Vivaldi
43. Hugo : voir à Victor-Hugo
44. Île de Beauté (place) : anciennement place Cassini :
  1. n°[7] (à gauche de l'église) : une plaque rappelle que ce Palais Astraudo fut la dernière résidence de Jean Lorrain (1855-1906). Photos : Vue générale, Photo prise sous les arcades.
45. Impératrice de Russie (boulevard) : anciennement (changement induit par le rattachement à l'Empire... français) boulevard de l'Impératrice en l'honneur de la veuve de Nicolas Ier de Russie née Charlotte de Prusse : devenu le boulevard Stalingrad après la Seconde Guerre mondiale. Cette impératrice de Russie avait emprunté cette route menant à Villefranche-sur-Mer, lieu d'embarquement pour la Russie.
46. Isnard : voir à Adolphe-Isnard
47. Jean S. Bares (rue) :
  1. no 30 : Palais Ni-Jo
  2. no 32 : Palais Rosa
48. Jean Médecin (avenue) : voir article Avenue Jean-Médecin :
  1. no 43 : Palais du Commerce
49. Jean Moulin (place) : anciennement place Carabacel
  1.  : Fanny Palazzo. Photos : Vue générale, Façade et Portail d'accès.
50. Jeanne : voir à Reine-Jeanne
51. Joffre : voir à Maréchal-Joffre
52. Joseph Cadei (rue) :
  1. no 24 : Petit Palais
53. Joseph Fricero (rue) :
  1. no 4 : Palais Baie des Anges
54. Joseph Garnier (boulevard) :
  1. no 10 : Palais Méjjijé : 1915-1919
  2. no 15 : Nice Palais
  3. no 24 : Palais Bristol
  4. no 38 : L'Erika inscrit sur l'immeuble, mais c'est le Palais Erika pour l'Annuaire du téléphone 2004
  5. no 46 : Vichy Palais
  6. no 48 : Palais Garnier : du nom de la rue
55. Joseph Kosma (rue) :
  1. no 4 : Palais Marguerite
  2. no 6 : Palais du Soleil
  3. no 8 : Palais St Philippe, entrée de service au no 32 boulevard Gambetta
56. Jussieu (rue de) : la rue honore sans doute le poète Alexis de Jussieu, parent du savant
  1. no 7 : Palais Jussieu
57. Jussieu prolongée (rue de) :
  1. no 43 bis : Palais Edith

### Rues K à O
1. Karr : voir à Alphonse-Karr
2. Kosma : voir à Joseph-Kosma
3. Lamartine (rue) : Alphonse de Lamartine
  1. no 6 : Palais du Centre : Lebègue arch. 1927 ; Hovnanian et Cie constructeurs 1927. Photos : Vue nord-est. Décor de mosaïque entre le rez-de-chaussée et le premier étage et Plaques nominatives et faïence.
  2. no 7-9 : Palais Reine d'Azur. Photos : Vue générale panoramique de l'angle Spitallieri/Lamartine, direction ouest, Vue est de la rue Lamartine et Plaque nominative.
  3. no 24 : Palais Lamartine : J. Sioly architecte, 1903, Faraut frères entrepreneurs. Photos : Vue générale panoramique, Autre vue, Autre vue, Entrée nominative et Détail de l'entrée.
  4. no 39 : coin du [22] rue de Paris. Daté de 1925 et appelé Palais Adrien Rey du nom de son architecte, le tout par les auteurs.
4. Lascaris (rue) : du nom d'une famille du comté de Nice :
  1. no 6 bis : Palais Impératrice. Le nom du palais est dû à la proximité avec le boulevard Lech Wałęsa, anciennement partie du boulevard Stalingrad et donc plus anciennement nommé boulevard de l'Impératrice de Russie en l'honneur de l'impératrice douairière Alexandra Feodorovna (née Charlotte de Prusse et veuve du tsar Nicolas Ier) qui séjourna à Nice.
  2. no 6 ter ex 8 (angle rue Bavastro) : Palais Lascaris : L. Bivel arch. DPLG, N. Gola constructeur. Ce palais qui reprend simplement le nom de la rue est homonyme du célèbre Palais Lascaris, l'un des palais du Vieux-Nice.
5. Leotardi (rue) :
  1. no 17 : Palais Antoine, 1933, René Arziari architecte Photos : Vue générale panoramique, Détail de construction et Détail de l'entrée
6. Lépante (rue de) :
  1. no 2 : Palais Pauline (inscription sur le balcon du 2e étage donnant sur la place Sasserno), une plaque indique aussi : Propriété Jques Cauvin. Les auteurs précisent : construit par Bellon entre 1906 et 1911. Photos : Vues. Voir aussi article Palais Pauline.
7. Leroux : voir à Alfred-Leroux
8. Liserb (avenue) : nom dû à un propriétaire : Brésil à l'envers :
  1. no 1 : Palais "Tony Pin"
  2. no 2 bis : Palais Nemausa (Annuaire du téléphone 2004)
9. Longchamp (rue) : à l'emplacement de Longchamp ancienne plaine agricole de Nice
  1. no 2 : Palais Longchamp
10. Louis-Delfino : voir à Général-Louis-Delfino
11. Louis Garneray (rue) :
  1. no 1 : Palais Rocca
12. Lympia (avenue) : voie privée
  1. n°... : Palais de la Paix
13. Maccarani (rue) :
  1. no 15 : Palais Marie
14. Madeleine (boulevard de la) :
  1. no 38 A ex 50 A (coin de la rue de la Tour de Magnan) : Palais Magnan
15. Maeterlinck : voir à Maurice Maeterlinck
16. Magenta (place) :
  1. no 1 : au-dessus de la porte on trouve peint sur verre Le Quercy mais on trouve à l'angle de la rue de la Liberté une plaque indiquant Palais du Quercy
17. Malausséna (avenue) :
  1. no 29 : Palais Bel Canto
  2. no 31 : pas d'indications sur le bâtiment. Pour les auteurs, c'est le Palais Venise de Bellon (1910).
18. Marceau (rue) : général François-Séverin Marceau
  1. no 22 : Palais Marceau : Émile Durante architecte
19. Marc-Antoine Charpentier (square) : cette voie privée et ses palais sont datés de 1960 :
  1. no 1 : Palais Lulli
  2. no 2 : Palais Lalande : Michel-Richard Delalande
  3. no 3 : Palais Grétry : André Grétry ?
  4. no 4 : Palais Couperin
  5. no 6 : Palais Campra
  6. no 8 : Palais Rameau : Jean-Philippe Rameau
20. Maréchal-Foch (avenue) : anciennement avenue Beaulieu :
  1. no 10 : Palais Foch. Photos : Vue générale et Portail d'entrée.
  2. no 14 : Palais Saint Jean. Photos : Vue générale et porte d'entrée.
  3. no 26 : Palais Beaulieu : Propriété J. Cauvin sur une plaque et J. Sioly architecte 1897 sur une autre. Photos : Vue générale : Propriété J. Cauvin sur une plaque et J. Sioly architecte 1897 sur une autre ; Le portail sur l'avenue, La porte d'entrée et Détail d'architecture.
  4. no 28 : Palais Florentin. Photos : Vue générale et Portail d'entrée avec détail nominatif.
21. Maréchal-Joffre (rue) : anciennement rue Cotta
  1. no 2 : Palais Victoria : Cogedim Méditerranée mentionné sur une plaque ; souvenir de la reine Victoria du Royaume-Uni qui séjourna à Nice
  2. no 12-14 (coin rue Eugène-Emanuel : autre entrée au no 1) : Palais Clio
  3. no 76 (coin rue de Rivoli) : Palais Cotta. Ancien nom de la rue.
  4. no 80 : Palais Rives d'Azur
22. Masséna (rue) :
  1. no 3 : Palais Masséna
23. Massingy (rue de) : le marquis de Massingy fut le propriétaire des terrains
  1. no 2 bis : Palais Massingy. Photo : Façade.
24. Maurice Maeterlinck (boulevard) : partie du boulevard Carnot jusqu'en 1950 :
  1. no 30 : voir à : Palais Maeterlinck.
25. Max Barel (place) : anciennement place Saluzzo. Fils de Virgile Barel, Max fut un martyr de la Résistance et habita le Palais Saluzzo.
  1. n°[1] : Palais Saluzzo B : H. Aubert architecte : autres entrées au 39 rue Barla et 1 boulevard Riquier. Daté de 1930. Images : Vue générale.
26. Médecin : voir à Alexandre-Médecin et à Jean-Médecin (Alexandre : père de Jean, maire de Nice)
27. Meyerbeer (rue) : Giacomo Meyerbeer :
  1. no 11 : palais Meyerbeer
28. Michel-Ange (rue) :
  1. no 7 : Palais Jeanne d'Arc. Autre entrée au 10 rue de Grammont. Proximité avec l'église Sainte-Jeanne-d'Arc.
  2. no 31 bis : Palais Fontana.
29. Michelet (rue) :
  1. no 11 et 11 bis : Palais Pasteur
30. Mirabeau (rue) :
  1. n°6 : Palais Mirabeau
31. Molière (rue) :
  1. n°7 : Palais Trianon
32. Mont-Boron (boulevard du) :
  1. n°29 bis : Palais Miramar
33. Moulin : voir à Jean-Moulin
34. Mousquetaires (rue des) :
  1. n°4 : Palais Mazarin, Propriété F. Guidotti. Nom du palais en rapport avec celui de la rue : le cardinal de Mazarin apparaît souvent dans Les Trois Mousquetaires.
35. Notre-Dame (avenue) :
  1. n°16 : Palais Bréa : les Bréa sont une famille de peintre niçois (François Bréa...). Images : Vue générale.
36. Offenbach (rue J.) : Jacques Offenbach :
  1. n°4 : Palais Offenbach. Photos : Vue générale et Porte d'entrée avec plaque nominative.
37. Orangers : il existe une avenue et une rue de ce nom
38. Orangers (avenue des) :
  1. n°6 bis : Palais des Orangers : P. Ormea architecte DPLG 1924
39. Orangers (rue des) :
  1. n°1 : Palais Noradinett : entrée principale au 56 boulevard Virgile Barel
40. Orestis (rue De) : voir à De Orestis (rue)
41. Orme (rue de l') :
  1. no 1 : Palais de l'Orme

### Rues P à T
1. Palais (allée du) :
  1. cette allée était proche du Palais Carabacel démoli vers 1960 et qui appartenait à Émile Bieckert (une rue porte son nom et se trouve à proximité). Carabacel est le nom d'un quartier et d'un boulevard.
2. Palais (place du) : tient son nom du palais de justice :
  1. no 3 : Palais Rusca : ancienne caserne Rusca devenue annexe du Palais de Justice ; la caserne portait le nom d'un général de Napoléon, enfant du pays
3. Parc Impérial (boulevard du) :
  1. no 6-8 : Palais Gay : proximité avec l'avenue Gay
  2. no 10 : Palais Impérial : 1920 : nom en rapport avec celui de la rue
4. Paris (rue de) :
  1. n°[22] : voir au 39 rue Lamartine : Palais Adrien Rey
  2. no 33 : Paris-Palace
5. Parmentier (impasse) :
  1. coin de la rue Édouard Dalmas : Palais Parmentier : entrée « principale » 29 rue Édouard Dalmas
6. Parmentier (rue) :
  1. no 9 et 11 : Palais Parmentier : cet immeuble aujourd'hui anonyme figure sous ce nom dans un plan de 1910.
  2. no 16 : Palais Parmentier
  3. no 26 : Palais Royal
7. Passy : voir à Frédéric-Passy
8. Pasteur (boulevard) : Louis Pasteur
  1. no 94 : Palais Ariane
9. Paul Bounin (rue) :
  1. no 4-10 : Palais du Parc Fleuri, Hugonnard & Jude constructeurs, F. Fratacci & H. Malgaud architectes. Les auteurs indiquent : vers 1924, Malgaud et Fratacci architectes. Parfois appelé le « Parc Fleuri ». Le nom du palais est peut-être une réminiscence du Vallon des Fleurs et du parc de Chambrun (square Carpeaux) situés à proximité. Documents : Dessin de la façade et Photo lors de la construction.
  2. no 32 : Palais St Maurice : Saint-Maurice est le nom du quartier
  3. no 35 : Palais Hadrumète
10. Paul Déroulède (rue) :
  1. no 35 ex 29 : Palais Isis : H. Aubert architecte : même immeuble qu'au 37
  2. no 37 ex 31 : Palais Osiris : H. Aubert Architecte : même immeuble qu'au 35
11. Paul Reboux (rue) :
  1. no 10 : Palais Gilletta
12. Père Auguste Valensin (rue) :
  1. no 6 (coin de la rue Frédéric Passy) : Palais New York, architectes : Milon de Peillon, Le Monnier DPLG ; entrepreneur A. Furia. Autre entrée au 4 rue Père Auguste Valensin.
13. Pertinax (rue) :
  1. no 20 : Palais Moderne. Images : Vue générale et Détail nominatif.
  2. no 26 : Palais Pertinax : entrée « secondaire » au 2 rue Saint-Siagre
14. Pessicart (avenue de) :
  1. n° 10-14 : Palais du Dôme (R. Argentino, Architecte, 1907) vue de 1924
  2. no 13 bis (au coin de l'avenue Eden Park) : Palais des Deux Avenues
15. Phocéens (avenue des) :
  1. voir au 19 rue Saint-François-de-Paule
16. Pierre Vogade (rue) :
  1. n°... : Palais François
17. Poincaré (rue) : anciennement rue Rosa-Bonheur :
  1. no 4 : Palais Rosa Bonheur : entrée de service au 163 rue de France ; H. Aubert architecte. Le nom du palais correspond à l'ancien nom de la rue. De plus la femme-peintre Rosa Bonheur a possédé un atelier à l'emplacement où a été construit le palais. Il existe en outre une école Rosa Bonheur à proximité du Palais (au 14 rue Louis de Coppet).
18. Prince de Galles (boulevard) : en l'honneur du futur Édouard VII qui séjourna à Nice
19. Promenade (des Anglais) : voir à Anglais
20. Puget (rue) :
  1. no 11 : Le Plainpalais
21. Raiberti : voir à Flaminius-Raiberti
22. Raimbaldi (boulevard) :
  1. no 3 : Palais Raimbaldi. Images : Vue générale et Détail nominatif.
23. Raymond Comboul (avenue) : anciennement partie de l'avenue Saint-Lambert :
  1. no 16 : Palais St Lambert : ancien nom de la rue
24. Reine Jeanne (rue) : la reine Jeanne, comtesse de Provence, fut célébrée par Frédéric Mistral
  1. no 22 : Palais Minerva
  2. no 24 : Palais Reine-Jeanne : rénovation en préparation (été 2005). Nom de la rue.
25. Raynaud : voir à Auguste-Raynaud
26. Reboux : voir à Paul-Reboux
27. René Cassin (boulevard) :
  1. no 14 : Palais Venus
28. République (avenue de la) : antérieurement République (rue de la) :
  1. n°7 : Palais Victor : la rue de la République a porté du vivant du monarque le nom de rue Victor en l'honneur du roi (1773) de Sardaigne Victor-Amédée III qui fit aménager ce qui était alors une porte de Nice
29. Ribotti (rue) : voir article Rue Ribotti :
  1. no 36 : Palais Athena. Voir Image.
30. Riquier (boulevard) :
  1. no 1 : Palais Saluzzo C : entrée principale au [1] place Max-Barel
  2. no 3 : Palais Martha
31. Risso (place) : aujourd'hui place de l'Armée du Rhin ; Antoine Risso
32. Risso (boulevard) : Antoine Risso :
  1. no 52 : Palais « Bella Nizza » - Photos
33. Rivoli (rue de) : le maréchal Masséna participa à la victoire de Rivoli :
  1. no 1 : Palais Negresco : partie de l'hôtel Negresco devenue une copropriété - Images
  2. no 3 : Palais Lacourt : Honoré Pons architecte - 1913 : groupe de lettres L et C entrelacées sur chacun des battants de la porte - Images
  3. n°12 : Palais Rivoli. Photos : Façade et Entrés avec plaque nominative.
  4. n°25 : Palais Fortuna. Photos : Vue d'ensemble et Entrée avec détail nominatif.
34. Roassal : voir à Clément-Roassal
35. Rolland : voir à Romain-Rolland
36. Romain Rolland (avenue) :
  1. n°17 : Palais Tanagra
  2. n°20 : Palais Phebus
37. Roquebillière (rue de) (voir Roquebillière (homonymie)) :
  1. n°111 : Lou Palaï
38. Rosa Bonheur (avenue) : cette avenue n'est pas vraiment proche de l'ancienne rue Rosa-Bonheur
39. Rosa Bonheur (rue) : aujourd'hui rue Poincaré
40. Rossini (rue) :
  1. no 2 (coin rue Alphonse-Karr) : Palais Alphonse-Karr : G. Messiah architecte DPLG, A. Rossi entr., 1936
  2. no 4 : Palais Haydée : H. Aubert architecte
  3. no 6 : Palais Ermione : H. Aubert architecte
  4. no 8 : Palais Armida : H. Aubert architecte : Armida est un opéra de Rossini
  5. no 15 bis : Palais Minerva : Gandolfo & Fils entrepreneurs, L. J. R. Barron - M. Bardi architectes
  6. no 18 : Le Médicis indiqué sur une plaque. Pour les auteurs, c'est le Palais Médicis attribué à Dalmas et qui s'inspire fidèlement de la Renaissance italienne à son début.
  7. no 31 : Tennis Palace
  8. no 37 et 39 : Palais Rossini
  9. no 51 : Palais de l'Union
  10. no 54 : Palais Fossati
41. Rouget de L'Isle (rue) :
  1. no 15 (au coin de la rue Diderot) : Palais Diderot - Photos : Vue d'ensemble et Entrée avec détail nominatif.
42. Russie (rue de) :
  1. no 7 : Palais Madison. Photos : Vue générale et Entrée avec détail nominatif.
43. Saint-Aignan (avenue) :
  1. n°7 : Le Palais Rose
44. Saint François de Paule (rue) :
  1. n°19 (au coin de la rue des Phocéeens) : Palais Albert Premier signalé par les auteurs : 1931, Guilgot et Marcel Dalmas architectes. Un jardin Albert-Ier est situé de l'autre côté de l'avenue des Phocéens. Ce jardin Albert-Ier honore le roi Albert Ier de Belgique. Il existe aussi un hôtel Albert Ier au 4 avenue des Phocéens.
45. Saint-Honoré (rue) :
  1. n°2 : Palais St Honoré
46. Saint-Lambert (avenue) : une partie de la rue a été renommée avenue Raymond-Comboul
47. Saint-Maurice (place) : aujourd'hui : place Alexandre-Médecin
48. Saint-Philippe (rue) :
  1. no 27 : Palais de Madrid
49. Saint-Roch (boulevard) :
  1. no 4 : Palais "Americ"
50. Saint-Siagre (rue) :
  1. no 2 : Palais Pertinax : entrée « principale » au 26 rue Pertinax
51. Santa Fior (rue) :
  1. no 2 : Palais Santa Fior
52. Sainte Agathe (boulevard) : ancien nom du boulevard Général-Louis-Delfino jusqu'en 1969, du nom de la famille Guiglionda de Sainte-Agathe qui possédait le fief de Borgo Sant'Agata près d'Oneille en Ligurie
53. Saluzzo (place) : aujourd'hui place Max-Barel : général Annibal de Saluzzo (1776-1852) ou Annibal de Saluces
54. Shakespeare (avenue) :
  1. no 13 : Palais Ophelia. Ophélie est un personnage de Hamlet, pièce de Shakespeare.
  2. no 15 : Palais Floralies
  3. no 16 : Palais du Logis
  4. no 18 : Palais du Home
55. Smollett (rue) : Tobias Smollett :
  1. no 37 (coin rue De Orestis) : Palais Maguy. Photos : Vue générale et Entrée nominative.
56. Spitalieri (rue) : famille Spitalieri de Cessole :
  1. no 2 : Palais Graziella. Photos : Vue générale et Entrée nominative.
  2. no 2 ter : Le Palais Jocelyn
57. Stalingrad (boulevard) : bataille de Stalingrad : anciennement boulevard de l'Impératrice de Russie ; devenu pour partie le boulevard Lech Wałęsa :
  1. no 53 : Palais Lazaret : immeuble situé face à l'ancien Lazaret
58. Suisse (rue de) :
  1. n°... : Palais Hunique : 1876
59. Thaon de Revel (rue) :
  1. no 1 et 3 : Palais de l'Esplanade ; autre entrée au 3 boulevard Pierre-Sola ; entrée principale au 3 place de l'Armée du Rhin.
60. Théodore de Banville (rue) :
  1. no 27 : Palais Théodore : nom du palais en rapport avec celui de la rue.
61. Thérésa (rue) : devenue l'avenue Fragonard
62. Thiers (avenue) : la rue honore en fait Adolphe Thiers :
  1. no 43-45 : Palais Thiers
63. Tonduti de l'Escarène (rue) anciennement Tondut de l'Escarène (rue) :
  1. no 2 : les auteurs (Hervé Barelli) parlent du Palais Audibert de Saint-Étienne ou Palais Renaud de Falicon. Palais construit en 1844-1847 par la famille Audibert possédant le fief de Saint-Étienne-de-Tinée et passé par mariage à la famille Renaud de Falicon (fief à Falicon). Le mode de désignation du bâtiment est semblable à celui des palais du Vieux-Nice.
64. Torrini (rue) :
  1. no 1 : Palais Torrini
65. Tour de Bellet (chemin) :
  1. domaine de Clerverland : Palais Saint Alban (Annuaire du téléphone 2004).
66. Trachel (rue) : du nom d'une famille de peintres niçois :
  1. no 8 (angle rue de Dijon) : Palais Galatée - Images
  2. no 14 : Palais Bellecour : 1930 : à proximité du square Bellecour - Images
  3. no 22 : Palais Phidias
  4. no 22 bis : Palais Celina
  5. no 34 et 36 : Palais Saint-Étienne : à proximité de l'église Saint-Étienne, le quartier portant le nom de Saint-Étienne. Plus particulièrement le Palais Saint-Étienne fait approximativement face au square Colonel Jeanpierre qui a porté le nom de square Saint-Étienne.
67. Tzarewitch (boulevard) : nom donné en l'honneur du tsarévitch Nicolas Alexandrovitch (fils du tsar Alexandre II) qui mourut à Nice en 1865 et à proximité immédiate de ce boulevard
  1. no 15 : Palais Alexandra. Le nom du palais est peut-être en rapport avec l'impératrice Alexandra Feodorovna (épouse du tsar Nicolas Ier) qui séjourna à Nice
  2. no 19 : Palais Victoria.
  3. no 25, no 27 et no 29 : Palais Tzarevitch : nom de la voie
  4. no 35 : Palais Florine
  5. no 33 : Palais Aurore : entrée principale au 113 boulevard François Grosso. Il existe une rue de l'Aurore à proximité.
  6. no 43 : Imperial Palace. Le qualificatif d' Imperial est en accord avec le nom de la voie.

### Rues U à V
1. Valensin : voir à Père-Auguste-Valensin
2. Valrose (avenue) :
  1. no 37 : Le Palais de Valrose : proximité immédiate avec le château de Valrose
3. Veillon (rue) :
  1. no 4 : Palais Moderne
4. Verdi (rue) : Giuseppe Verdi :
  1. no 2 et 2 bis : Palais de la Régence
  2. no 6 : Palais Concordia : édifié par Les Cottages Français, 1928, Martin et Palmero architectes
  3. no 21 : Palais Yolande : la plaque indique aussi : Maison Gaiermo
  4. no 24 et 26 : Palais Mireille
  5. no 28-30 : Palace Verdi
  6. no 31 : les auteurs signalent un palais Jean Hugues, 1925, dû à Jean-Baptiste Bonifassi ; Jean est le fils de Jacques (voir au no 33 de la rue). Lettres J et H entrelacées sur la façade où une plaque indique simplement : Jean Hugues entrepreneur Nice.
  7. no 33 : angle du 12 rue Guiglia : les auteurs signalent un palais Jacques Hugues, 1908, dû à Jean-Baptiste Bonifassi.
  8. no 40 : Sémiramis sur la façade mais Palais Sémiramis pour l'Annuaire du téléphone 2004. Semiramide est un opéra (non de Verdi mais) de Rossini dont la rue est proche. Des auteurs (Michel Stève) parlent de l’immeuble Sémiramis.
  9. no 42 (coin rue Louise Ackermann) : Civalleri & Delserre architectes, 1910. Pas de nom sur la façade mais les auteurs parlent du palais Paschetta.
5. Vernier (rue) :
  1. no 6 : Palais Vernier. Nom de la rue.
  2. no 38 : Palais Les Acacias
6. Victor Hugo (boulevard) :
  1. no 5 : Palais Donadei B : Dalmas architecte : autres entrées au no 7, au no 2 rue Raynardi et aux no 8 et 10 rue du Maréchal-Joffre. Le pâté rue Eugène-Emanuel, boulevard Victor-Hugo, rue Raynardi et rue du Maréchal-Joffre présente une unité architecturale mais chacun des palais Donadei garde son individualité.
  2. no 7 : Palais Donadei A : entrée principale au no 5
  3. no 20 : Palais d'Azurie : H. Aubert architecte
  4. no 27 : Palais Marie : Georges Dikansky architecte DESA
  5. no 45 (au coin de la rue Meyerbeer) : Palais Meyerbeer. Les auteurs précisent : 1908, architecte : Adrien Rey. Photos : Situation et Entrée avec détail nominatif.
  6. no 47 : Palais Victor Hugo. Photos : Situation et Détail de l'entrée.
  7. no 53 : Les Mimosas : René Livieri architecte 1938, M. J. Brunet entrepreneur. Palais Les Mimosas pour l'Annuaire du téléphone 2004.
  8. no 54 : Palais du Square : autre entrée 2 rue Guiglia. Situé à proximité du jardin Alsace-Lorraine.
  9. no 55 : Palais Esmeralda : en rapport avec le nom de rue : Esméralda est une héroïne de Victor Hugo
  10. no 59 : Palais Yolande
7. Ville : voir à Georges-Ville
8. Villermont (avenue) : du nom d'un propriétaire
  1. no 16 : Palais Villermont
  2. no 35 : Palais Santoni de Suzzoni
9. Virgile Barel (boulevard) : anciennement partie du boulevard Saint-Roch
  1. no 56 (autre entrée au 1 rue des Orangers) : Palais Noradinett, lettres A et D entrelacées sur les portes
10. Vogade : voir à Pierre-Vogade

## Listes de bâtiments cités

### Liste de bâtiments s'intitulant Palais

#### Liste alphabétique des Palais
On a établi une liste alphabétique des Palais par leur nom : leur nombre dépasse les 300.
Voir à Liste des palais de Nice.

#### Signification des noms de palais

##### Palais portant un nom d'activité
Palais de l'Agriculture, 113 Promenade des Anglais

##### Palais portant un nom de propriétaire
Les appellations suivantes peuvent correspondre à un nom de propriétaire :
Amoretti (E.),
Arnulf (J.-B.),
Astraudo,
Audiberti de Saint-Étienne (voir aussi Renaud de Falicon),
Aune (B.),
Bouteilly,
Buisine,
Cauvin (Jes : le Palais Beaulieu au 26 avenue Maréchal-Foch comporte l'indication Propriété J. Cauvin et le Palais Pauline au 2 rue de Lépante comporte l'indication Propriété Jques Cauvin),
Clérissy (Pierre),
Debenedetti (Victor),
Donadei,
Formitcheff, Fossati,
Gilletta,
Golstadt,
Hugues : Jacques et son fils Jean,
Lacourt,
Laguzzi (Second),
Lévy (Marie),
Lorenzi,
Massena (65 rue de France),
Miette (Marie),
Monty,
Paschetta, Pin (Tony),
Renaud de Falicon (voir aussi Audiberti de Saint-Étienne),
Rey (Adrien : l'architecte a pu être aussi propriétaire),
Rocca,
Santoni de Suzzoni,
Trinchieri (de) et
Verda.

##### Palais portant le nom d'une voie publique
Souvent, et même trop souvent, le palais ne fait que reprendre le nom de la rue et l'on citera :
Alphonse Karr,
Buffa (Palais de la),
Clemenceau,
Cronstadt,
Desambrois,
Foch,
France (Palais de),
Franklin,
Gallieni,
Gioffredo (2 palais),
Massena (3 rue Massena),
Massingy,
Meyerbeer (2 palais),
Mirabeau,
Shakespeare,
Thiers et
Victor Hugo.
Et parfois la voie a changé de nom mais et le palais a gardé le sien :
Beaulieu,
Bellevue,
Cotta,
Falicon,
Rosa Bonheur,
Saint Lambert,
Saint Maurice (78 avenue Borriglione),
Sainte Agathe,
Thérésa et
Saluzzo.
Le mot palais peut ainsi se retrouver accolé au nom d'un révolutionnaire ou d'un fervent républicain :
Marceau, Mirabeau...

##### Palais portant un simple prénom
Le palais porte parfois un simple prénom féminin :
Adeila,
Alexandra, Alice,
Annette,
Berthe,
Christine,
Édith,
Erika (palais),
Graziella,
Irena,
Jacqueline,
Juliette,
Louise,
Maguy,
Marguerite,
Marie (3 palais), Marie-Christine (2 palais), Marie-Gabrielle,
Martha (Marthe), Martine, Mary, Mireille (prénom qui est aussi le nom d'une héroïne et d'une œuvre de Frédéric Mistral),
Nicole,
Pauline,
Rosa,
Sylvia,
et Yolande (2 palais).
Et aussi masculin :
Alexandre, Alfred, Antoine, Charles (Petit Palais Charles),
François, Jocelyn, Johny (Johnny), Théodore et Victor (en fait Victor-Amédée III).

##### Palais portant le nom d'une tête couronnée
Albert Ier de Belgique,
Albert Ier de Monaco,
Alphonse XIII d'Espagne,
François Ier de France,
Victor-Amédée III (Victor) et
Victoria du Royaume-Uni.
Prince Charles, Prince de Galles et Tzarewitch.

##### Palais portant le nom d'une déité antique
Alcyone, Ariane, Athéna,
Clio,
Électre,
Flora (Flore), Fortuna,
Galatée, Hélios, Isis,
Minerva et Minerve,
Osiris, Phébus (alias Apollon),
et Vénus.

##### Palais désigné par unastronyme
Alcyone,
Éridan, Étoile du nord,
Mira,
Regulus,
Sirius
et Vénus.

##### Palais reprenant le nom d'un palais fameux
L'Escurial (Espagne), le Palais-Royal (Paris)
et le Trianon (Petit Trianon et Grand Trianon à Versailles).

### Liste de bâtiments s'intitulant Palace
Le mot palace signifie « palais » en anglais et ne s'emploie normalemant en français qu'au sens de « grand hôtel ».
1. Adly : Palace Adly : 3 rue Cronstadt
2. Cythère Palace : 2 rue du Bois de Cythère
3. Emelyne Palace : 16 rue de Châteauneuf
4. Imperial Palace : 43 boulevard Tzarewitch
5. Le Palace : voir à Palace (Le)
6. Nice Palace : 2 rue Eugène-Emanuel
7. Palace : Le Palace :
  1. 2-8 rue Alphonse-Karr
  2. 3 rue du Congrès
8. Paris-Palace : 33 rue de Paris
9. Pax Palace : 18 rue de Châteauneuf et 9 rue Cluvier
10. Riviera Palace : 39 boulevard de Cimiez
11. Savoy Palace : 3 promenade des Anglais
12. Spring Palace : 6 rue de Châteauneuf.
13. Star Palace : 14 rue de Châteauneuf
14. Sunbeam Palace : 12 rue de Châteauneuf
15. Tennis Palace : 31 rue Rossini
16. Verdi : Palace Verdi : 28-30 rue Verdi
17. Victoria Palace : 2 (?) rue Foncet
18. Winter Palace :
  1. 10 rue Châteauneuf
  2. 82 boulevard de Cimiez

### Liste de bâtiments s'intitulant Palazzo
1. Fanny Palazzo : 2 place Jean-Moulin. Photo : Portail d'accès avec plaques nominatives.
2. Grimaldi : Palazzo Grimaldi : 1 place Grimaldi
3. Sol : Palazzo del Sol : 219 promenade des Anglais

### Liste de bâtiments s'intitulant Palazzetto
1. Palazzetto : Le Palazzetto : 82 avenue Chantal

### Liste de bâtiments s'intitulant Palai
1. Lou Palaï : 111 rue de Roquebillière. En langue niçoise, Lou Palai signifie « Le Palais ».

### Liste de bâtiments s'intitulant Palacio
1. Buenos Aires Palacio : 11 avenue Buenos-Ayres

## Renseignements complémentaires sur les bâtiments cités

### Années de construction (datation des palais de Nice)
La liste par année de construction a été établie pour vérifier la pérennité de l'usage niçois pour les mots palais et associés.
Voir à Datation des palais de Nice.